# Selja (Szwecja)
Selja – miejscowość (tätort) w Szwecji, w regionie administracyjnym (län) Dalarna, w gminie Mora.
Według danych Szwedzkiego Urzędu Statystycznego liczba ludności wyniosła: 547 (31 grudnia 2015), 555 (31 grudnia 2018) i 548 (31 grudnia 2019).